# وسام حملة فيتنام

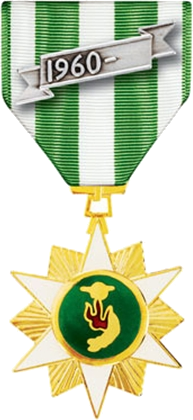

وسام الحملة العسكرية لجمهورية فيتنام (بالإنجليزية: The Vietnam Campaign Medal)‏ المعروف أيضا باسم (الترجمة الحرفية : شين ديتش بوي تينه) هي الميدالية الحملة العسكرية التي تم منحها من قبل الحكومة الفيتنامية الجنوبية السابقة. أنشئت في عام 1964، تم منحها لأعضاء القوات العسكرية لفيتنام تكريما لمشاركتهم المباشرة في العمليات العسكرية الرئيسية، و العسكريين الأجانب الذين خدمو لصالح حكومة فيتنام الجنوبية.

منحت الميدالية على فترتين مختلفتين من الخدمة. وكانت الفترة الأولى من 8 مارس 1949 إلى 20 يوليو 1954. وكانت الفترة الثانية من 1 يناير 1960 إلى نهاية الحرب (اعطيت عندما انتهت الحرب)؛ انتهت الحرب مع سقوط سايغون يوم 30 أبريل عام 1975.

## معايير الجائزة
منح وسام حملة جمهورية فيتنام وفق المراسيم التالية : مرسوم رقم= 149/SL/CT في 12 مايو 1964 و مرسوم رقم = 205/CT/LDQG/SL في 2 ديسمبر 1965 . وتمنح هذه الميدالية للأفراد العسكريين، سواء الفيتناميين الجنوبيين والأجانب، الذين شاركو بصفة مباشرة في «حملة عسكرية واسعة النطاق خلال فترات معينة من الزمن.» منحت في فئة واحدة، وحصل على الميدالية تحت سلطة رئيس هيئة الأركان المشتركة العامة، القوات المسلحة لجمهورية فيتنام. [1]

### الولايات المتحدة
وسام حملة جمهورية فيتنام (منح من 1 مارس 1961 إلى 28 مارس 1973) كما أنها منحت لكل الذين خدموا لصالح حكومة فيتنام الجنوبية و العاملين خارج الحدود الجغرافية لجمهورية فيتنام، و قدمو الدعم القتالي المباشر و الغير مباشر للقوات المسلحة للجمهورية فيتنام الجنوبية لفترة تزيد على ستة أشهر على الأقل. هذا الشرط غالبا ما ينطبق على الأعضاء الذين قدمو دعم في حرب فيتنام من تايلاند واليابان. في مثل هذه الحالات، حصل جنود القوات المسلحة للولايات المتحدة إما على وسام الخدمة فيتنام أو ميدالية الاستطلاع للقوات المسلحة (للخدمة في حملة فيتنام الجنوبية) لتكون مؤهلة للحصول على وسام حملة فيتنام. والأعضاء الذين أصيبوا من قوة العدو، اسرهم العدو في أداء واجبهم، أو قتلوا في المعارك، وسام حملة فيتنام تمنح تلقائيا بغض النظر عن الوقت الإجمالي للذين قدمو خدمة في فيتنام. [2] [3]

## شكل الوسام
يتم صنع الوسام من المعادن الملونة بالذهب في شكل 32 ملم مع نجمة سداسية واسعة ذات شعاعات في الوسط. والملونة بين ذراعي نجوم براقة. في مركز النجم يوجد قرص 18 ملم ملون بالأخضر تحمل خريطة فيتنام مع لهب أحمر . و على الجهة الأخرى (العكسية) من الميدالية هي عبارة عن دائرة تحمل نقش شين ديتش (حملة) أعلاه وبوي تينه (وسام) تحت كلمة فييت نام في المركز. [4]